# Campionato mondiale di roller derby giovanile 2015
Il campionato mondiale di roller derby giovanile 2015, prima edizione di tale competizione (World Cup), si è tenuto a Kent, negli Stati Uniti d'America, dall'8 al 9 luglio 2015 ed è stato vinto dagli Stati Uniti d'America (selezione ovest).

## Impianti
Distribuzione degli impianti del campionato mondiale di roller derby giovanile 2015
| Kent           |
| -------------- |
| ShoWare Center |
|                |
| Capacità:      |
| Altitudine:    |
|                |

## Partecipanti
| Nazione              | Leghe di provenienza dei giocatori |
| -------------------- | ---------------------------------- |
| Australia            |                                    |
| Canada               |                                    |
| Stati Uniti (2 team) |                                    |

## Risultati e classifiche
Nelle tabelle: P.ti = Punti; % = Percentuale di vittorie; G = Incontri giocati; V = Vittorie; S = Sconfitte; PF = Punti fatti; PS = Punti subiti; DP = Differenza punti.

### Fase a girone

#### Classifica
| Squadra           | G | V | S | PF  | PS  | DP   |
| ----------------- | - | - | - | --- | --- | ---- |
| Stati Uniti Ovest | 3 | 3 | 0 | 528 | 164 | +364 |
| Stati Uniti Est   | 3 | 2 | 1 | 472 | 189 | +283 |
| Canada            | 3 | 1 | 2 | 234 | 417 | -183 |
| Australia         | 3 | 0 | 3 | 177 | 641 | -464 |

#### Risultati
| Kent 8 luglio 2015, ore 10:00 | Stati Uniti Est | 165 – 45 | Canada | ShoWare Center |

| Kent 8 luglio 2015, ore 11:00 | Australia | 52 – 257 | Stati Uniti Ovest | ShoWare Center |

| Kent 8 luglio 2015, ore 13:00 | Canada | 32 – 179 | Stati Uniti Ovest | ShoWare Center |

| Kent 8 luglio 2015, ore 14:00 | Australia | 52 – 227 | Stati Uniti Est | ShoWare Center |

| Kent 8 luglio 2015, ore 16:00 | Australia | 73 – 157 | Canada | ShoWare Center |

| Kent 8 luglio 2015, ore 17:00 | Stati Uniti Ovest | 92 – 80 | Stati Uniti Est | ShoWare Center |

### Fase a eliminazione diretta

#### Tabellone
|  |                         |                         |                         |                         |                         |                         |                   |            |                 |                 |        |        |        |
|  | Quarti di finale        | Quarti di finale        | Quarti di finale        |                         |                         | Semifinale              | Semifinale        | Semifinale |                 |                 | Finale | Finale | Finale |
|  | Quarti di finale        | Quarti di finale        | Quarti di finale        |                         |                         | Semifinale              | Semifinale        | Semifinale |                 |                 | Finale | Finale | Finale |
|  |                         |                         |                         |                         |                         |                         |                   |            |                 |                 |        |        |        |
|  |                         |                         |                         |                         |                         |                         |                   |            |                 |                 |        |        |        |
|  | 1                       | Stati Uniti Ovest       |                         |                         |                         |                         |                   |            |                 |                 |        |        |        |
|  | 1                       | Stati Uniti Ovest       |                         |                         |                         |                         |                   |            |                 |                 |        |        |        |
|  | 4                       | Australia               |                         |                         |                         | Stati Uniti Ovest       | Stati Uniti Ovest | 266        |                 |                 |        |        |        |
|  | 4                       | Australia               |                         |                         |                         | Stati Uniti Ovest       | Stati Uniti Ovest | 266        |                 |                 |        |        |        |
|  | 2                       | Stati Uniti Est         | 282                     |                         |                         | Stati Uniti Est         | Stati Uniti Est   | 123        |                 |                 |        |        |        |
|  | 2                       | Stati Uniti Est         | 282                     |                         |                         | Stati Uniti Est         | Stati Uniti Est   | 123        |                 |                 |        |        |        |
|  | 3                       | Canada                  | 104                     |                         |                         |                         |                   |            |                 |                 |        |        |        |
|  | 3                       | Canada                  | 104                     |                         |                         |                         |                   |            |                 |                 |        |        |        |
|  |                         |                         |                         | Stati Uniti Ovest       | Stati Uniti Ovest       | 194                     |                   |            |                 |                 |        |        |        |
|  |                         |                         |                         | Stati Uniti Ovest       | Stati Uniti Ovest       | 194                     |                   |            |                 |                 |        |        |        |
|  | 1º turno di ripescaggio | 1º turno di ripescaggio | 1º turno di ripescaggio | 2º turno di ripescaggio | 2º turno di ripescaggio | 2º turno di ripescaggio |                   |            | Stati Uniti Est | Stati Uniti Est | 139    |        |        |
|  | 1º turno di ripescaggio | 1º turno di ripescaggio | 1º turno di ripescaggio | 2º turno di ripescaggio | 2º turno di ripescaggio | 2º turno di ripescaggio |                   |            | Stati Uniti Est | Stati Uniti Est | 139    |        |        |
|  |                         |                         |                         |                         |                         |                         |                   |            |                 |                 |        |        |        |
|  |                         |                         |                         |                         |                         |                         |                   |            |                 |                 |        |        |        |
|  | Australia               | Australia               | 114                     | Stati Uniti Est         | Stati Uniti Est         | 242                     |                   |            |                 |                 |        |        |        |
|  | Australia               | Australia               | 114                     | Stati Uniti Est         | Stati Uniti Est         | 242                     |                   |            |                 |                 |        |        |        |
|  | Canada                  | Canada                  | 258                     |                         |                         | Canada                  | Canada            | 112        |                 |                 |        |        |        |
|  | Canada                  | Canada                  | 258                     |                         |                         | Canada                  | Canada            | 112        |                 |                 |        |        |        |

#### Quarti di finale
| Kent 9 luglio 2015, ore 9:00 | Stati Uniti Ovest | – | Australia | ShoWare Center |

| Kent 9 luglio 2015, ore 11:00 | Stati Uniti Est | 282 – 104 | Canada | ShoWare Center |

#### Semifinale
| Kent 9 luglio 2015, ore 13:30 | Stati Uniti Ovest | 266 – 123 | Stati Uniti Est | ShoWare Center |

#### Primo turno ripescaggi
| Kent 9 luglio 2015, ore 15:30 | Australia | 114 – 258 | Canada | ShoWare Center |

#### Secondo turno ripescaggi
| Kent 9 luglio 2015, ore 18:00 | Stati Uniti Est | 242 – 112 | Canada | ShoWare Center |

#### Finale
| Kent 9 luglio 2015, ore 20:00 | Stati Uniti Ovest | 194 – 139 | Stati Uniti Est | ShoWare Center |

## Classifica finale
| Squadra           | %     | G | V | S | PF    | PS    | DP     |
| ----------------- | ----- | - | - | - | ----- | ----- | ------ |
| Stati Uniti Ovest | 1.000 | 6 | 6 | 0 | 988+? | 426+? | +562+? |
| Stati Uniti Est   | .571  | 7 | 4 | 3 | 1258  | 865   | +393   |
| Canada            | .333  | 6 | 2 | 4 | 708   | 1055  | -347   |
| Australia         | .000  | 5 | 0 | 5 | 291+? | 899+? | -608-? |

## Campione
| Campione del Mondo 2015 Stati Uniti Ovest (1º titolo) |